# Samuel Levi Egers
Samuel Levi Egers, auch Eger bzw. Perez Sabel Egers, bürgerlich Samuel Lewin Meyer (geboren am 11. Juni 1769 in Halberstadt; gestorben am 3. Dezember 1842 in Braunschweig), war ein deutscher Rabbiner und von 1827 bis 1842 Landesrabbiner des Herzogtums Braunschweig.

## Leben
Egers stammte aus einer bekannten Halberstädter Rabbinerfamilie. Sein Vater und Lehrer Akiba Eger III. (geboren in Breslau, gestorben am 4. Oktober 1823 in Halberstadt) war von 1784 bis 1823 Rabbiner in Halberstadt. 
Egers war zunächst kaufmännisch tätig. Er wurde dann Assessor seines Vaters und Lehrer an der Jeschiwa. 1799 ging er nach Braunschweig. 

### Braunschweigischer Landesrabbiner
Auf Vorschlag des Reformers Israel Jacobson wurde Egers 1809 durch das Westphälische Konsistorium als Rabbiner von Stadt, Kanton und Syndikat Braunschweig eingesetzt. Er wehrte sich aber gegen die von Jacobson versuchte Einführung des Deutschen als Gebetssprache. Er bewarb sich 1820 in Hamburg. 1827  erfolgte die Ernennung zum Landesrabbiner für das Herzogtum Braunschweig. Das Landesrabbinat war während der napoleonischen Besatzung eingeführt worden und wurde vom Rabbiner der Stadt Braunschweig wahrgenommen. Zu seinen Aufgaben gehörte die Beaufsichtigung der Vorbeter, Schulen und Schächter der jüdischen Gemeinden des Herzogtums. Insbesondere die bis dahin selbständige Samson-Schule in Wolfenbüttel und die Jacobsonschule in Seesen akzeptierten seine Kontrollfunktion zunächst nicht. Die Abgabe der von den Landgemeinden zu entrichtenden Konfessions-Steuern stieß ebenfalls auf Widerstand. Egers folgte den Reformen Jacobsons zögerlich, indem er deutsch predigte, 1831 die Konfirmation und 1832 die Synagogenordnung einführte. An seinem Lebensende bedauerte er diese Neuerungen jedoch. Im Jahre 1828 richtete er eine Elementarschule in Braunschweig ein. Er erblindete 1836, übte sein Amt aber dennoch bis kurz vor seinem Tod aus. Sein Nachfolger als Landesrabbiner wurde sein Schüler Levi Herzfeld.

### Familie

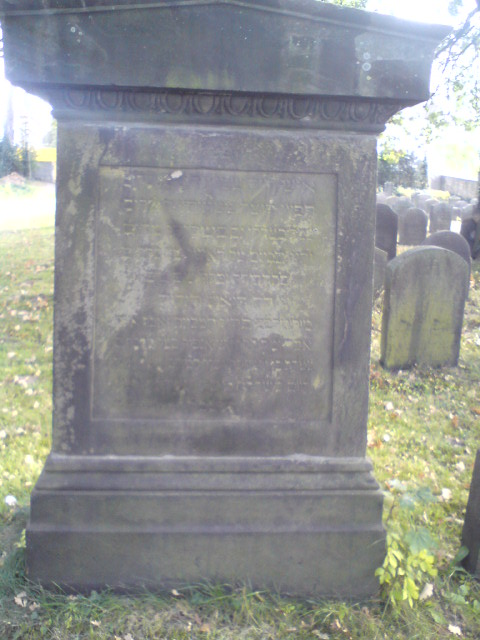
Grabstein des Samuel Levi Egers auf dem Alten Jüdischen Friedhof an der Hamburger Straße in Braunschweig

Egers war dreimal verheiratet und überlebte seine drei Ehefrauen. Diese waren Friederike (Fradka, Fradchen, 1774–1811), Tochter des Hoffaktors Salomon Michael David in Hannover; seit 1811 Rahel (1787–1815), Tochter des Hannoverschen Landesrabbiners Behrend Josua und Witwe des Isaak Eger; und seit 1815 Esperanza-Sprinze (Sprinza), geborene Abraham, aus Berlin (gestorben 1839). Die Gräber Egers’ und seiner beiden ersten Ehefrauen befinden sich auf dem Alten Jüdischen Friedhof an der Hamburger Straße in Braunschweig.

## Schriften
- Trauerrede über den für uns höchst schmerzlichen Tod des hochseligen durchlauchtigsten Herzogs Friedrich Wilhelm. 1815.
- Homilie, gedruckt im Anhang zu den Hiddūšē ha-RaN des Nissim von Gerona, Bābā’ Mesī‘ā’. Brzeg Dolny (Dyhernfurth) 1822.
- Rede zur Feier des Regierungs-Antritts unsers Durchlauchtigsten Fürsten und Herrn, Herrn Carl Friedrich August Wilhelm Herzogs zu Braunschweig und Lüneburg. 1823.
- ‘Atäräth Pāz [Ps 21,4] zu Bēsāh. Altona 1823, Jerusalem 1969.
- Rīmmōn Päräs [Num 33,19] zu Ketūbbōth. Altona 1823, Jerusalem 1969.
- Derāšāh leŠabbāth Mišpātīm. Hrsg. von Samuel Bloch, Hannover 1829.
- Derāšāh leŠabbāth Hāzōn. Aufruf zu Spenden für die Erdbebenopfer in Tiberias und in Safed, Hannover 1837.
- Derāšāh leŠabbāth Devārīm. Hrsg. v. Samuel Bloch, Hannover 1837.
- Halachische Korrespondenz mit Ezechiel Landau, Akiba Eger und Moses Sofer.
- Sechs Approbationen, Braunschweig 1822–1832.